# Hyperlais cruzae
Hyperlais cruzae is een vlinder uit de familie grasmotten (Crambidae). De wetenschappelijke naam is voor het eerst geldig gepubliceerd in 1953 door Agenjo.
De soort komt voor in Europa.